# Der Apfel (1998)
Der Apfel (persisch سیب) – englischer Filmtitel The Apple – ist das Regiedebüt von Samira Makhmalbaf, Tochter des iranischen Regisseurs Mohsen Makhmalbaf, aus dem Jahr 1998. Der Film erzählt eine wahre Geschichte, die Akteure vor der Kamera sind hauptsächlich reale Menschen ohne jegliche Schauspielausbildung. Der Film wurde 1998 bei den Internationalen Filmfestspielen von Cannes in der Sektion Un Certain Regard gezeigt.

## Handlung
In einem der ärmeren Stadtbezirke Teherans müssen die beiden Zwillingsmädchen Massoumeh und Zahra in einer kleinen Wohnung eingesperrt leben. Der arbeitslose Vater, Ghorban A. Naderi, hält sie völlig vom öffentlichen Leben fern, indem er eine Metall- sowie Gittertür am Eingangsbereich Tag für Tag verriegelt. Auch die unter Erblindung leidende Mutter ist streng darauf bedacht, dass ihre Töchter keinesfalls das winzige Grundstück verlassen. Über Jahre hinweg beobachten mehrere Nachbarn die Zustände, die unter dem Dach der Familie Naderi herrschen. Die Empörung der Nachbarschaft führt zu einem Brief an die Sozialbehörde der Stadt, woraufhin eine Sozialarbeiterin mittleren Alters entsendet wird, welche den prekären Fall der Naderi-Zwillinge gewissenhaft untersuchen soll. Frau Mohamadi findet rasch heraus, dass die Schilderungen der Nachbarn soweit korrekt sind und die Mädchen de facto unter menschenunwürdigen Bedingungen hausen müssen. Voller Entschlossenheit und mittels Raffinesse im Feld der Andragogik setzt die Sozialarbeiterin alles daran, dass Massoumeh und Zahra umgehend die Vorzüge eines freien Daseins kennenlernen. Zugleich ist es ihr wichtig, dass die fanatisch religiösen Eltern in diesem beispiellosen Fall einer jahrelangen Fehlerziehung eine Lektion erteilt bekommen.
Letzten Endes hat Frau Mohamadi Erfolg und ebnet den zwei Mädchen den Weg für ein normales Leben, wie es auch die Nachbarskinder haben dürfen. In einer längeren Szene spielen die Zwillinge mit anderen Mädchen vergnügt im Park. Als sie gemeinsam eine Pause machen, dienen zur Stärkung knackfrische Äpfel.

## Trivia
Die aus dem Iran stammende Filmemacherin war zum Zeitpunkt der Dreharbeiten 17 Jahre alt.

## Rezeption
Makhmalbafs Erstlingswerk erhielt überwiegend positive Kritiken sowie internationale Auszeichnungen. Bei Rotten Tomatoes fielen von 48 Bewertungen 85 % positiv aus.
Laut Filmdienst ist Der Apfel ein „einfühlsam umgesetzter, poetisch-märchenhafter Debütfilm über eine ungewöhnliche Sozialisation im Iran“.